# Arnold (Software)

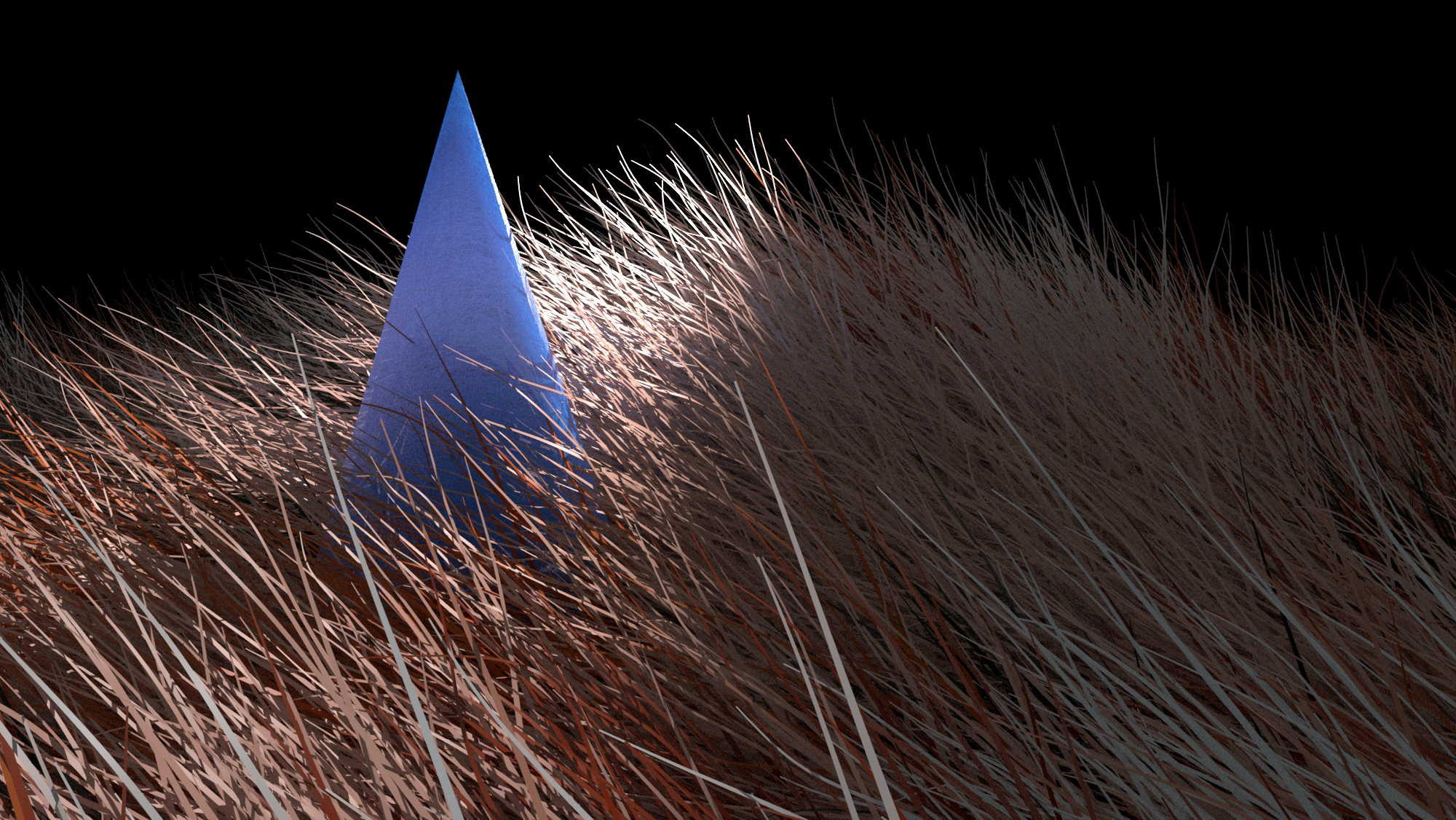
Mit Arnold gerenderte Szene

Arnold ist ein Computerprogramm zum Berechnen (Rendern) von dreidimensionalen, computergenerierten Szenen. Entwickelt in Spanien von Marcos Fajardo und seinem Unternehmen Solid Angle gehört Arnold im Jahr 2017 zu einem der meist genutzten Rendering-Programmen in der Computergrafik weltweit. Fajardo erhielt am 4. Januar 2017 von der Academy of Motion Picture Arts and Sciences einen „Oscar“ für seine Arbeit an Arnold. 2016 übernahm Autodesk das Unternehmen und implementierte anschließend Arnold in seine 3D-Programme wie zum Beispiel Maya.

## Technik und Geschichte

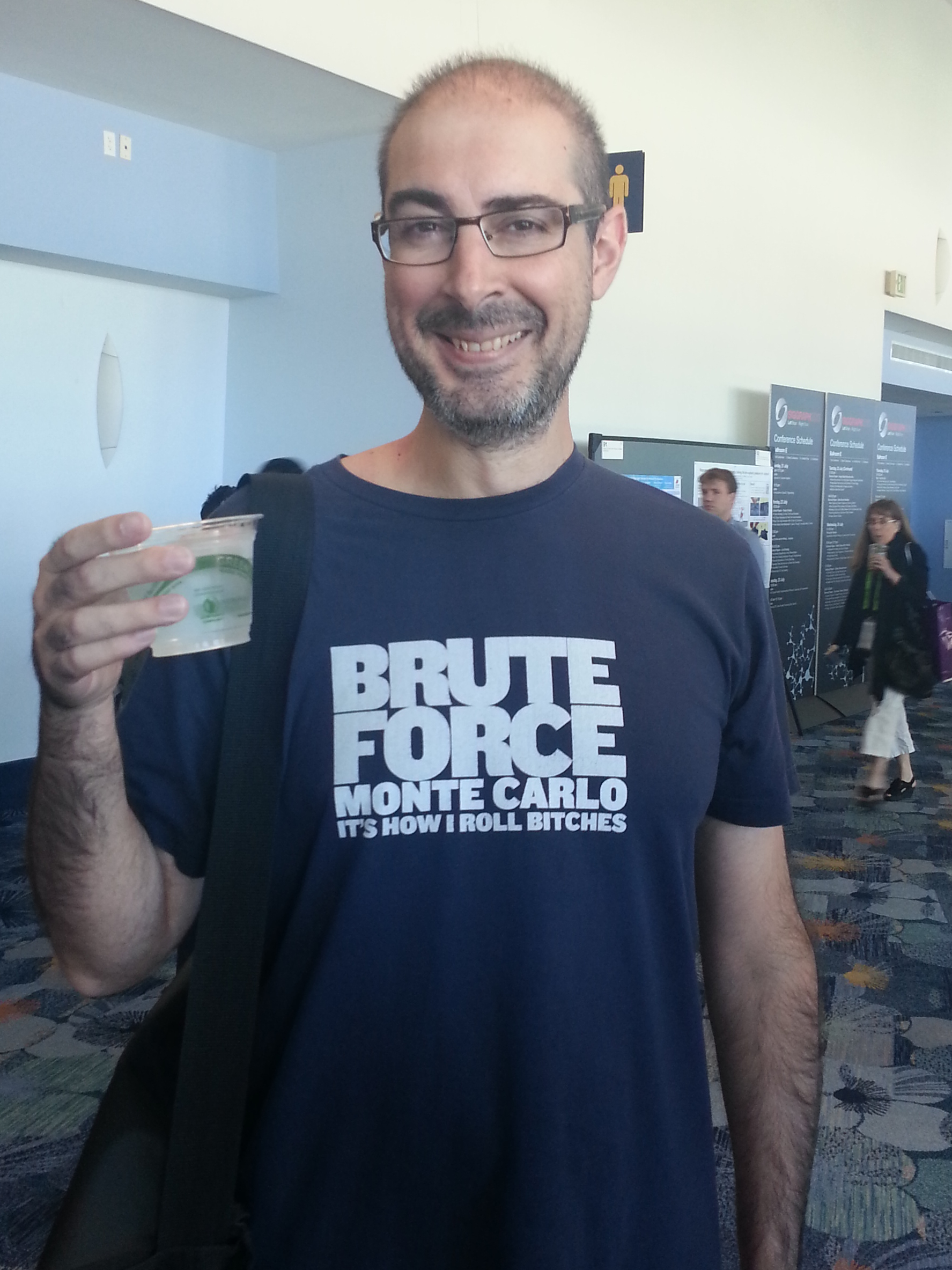
Marcos Fajardo, 2013

Marcos Fajardo besuchte 1997 die Fachkonferenz für Computergrafik Siggraph und ließ sich von mehreren Vorträgen über Rendering-Technologien, insbesondere diffusem Raytracing inspirieren, seine eigene zu entwickeln. Es galt damals mehr als später, mit möglichst geringen Rechenressourcen einen hohen Grad an Fotorealismus zu erzeugen. Zur Auswertung von Strahlenverläufen in einer virtuellen Szene benutzt Arnold stochastische Verfahren, vor allem Monte Carlo. Dadurch erzielen mit Arnold gerenderte Szenen ein deutlich homogeneres Licht und weichere Schatten als mit klassischen Raytracing-Technologien. Mit dem in Arnold generischen Lichtdom, einer großen Kugel, die sich um die ganze 3D-Szene legt, entstehen Bilder, die an viel aufwändigere Global-Illumination-Methoden erinnern. Zu den Spezialitäten von Arnold gehört das interaktive Rendern (IPR) in niedrigerer Auflösung. Das Programm zeigt dabei die 3D Szene in Rohform und reagiert auf jede Eingabe des 3D-Grafikers relativ schnell, etwa auf Änderungen der Lichtposition oder der Geometrie. Das Programm besteht aus rund 200.000 Zeilen C++-Code.
Den Namen Arnold entstand aus einer Laune heraus: Fajardo war mit Kollegen im Kino und sah sich einen Film mit Arnold Schwarzenegger an.